# Riding High (film, 1943)
Pour les articles homonymes, voir Riding High.
Pour plus de détails, voir Fiche technique et Distribution.
Riding High est un film américain réalisé par George Marshall, sorti en 1943.

## Fiche technique
- Titre : Riding High
- Réalisation : George Marshall
- Scénario : Walter DeLeon, Arthur Phillips et Art Arthur d'après la pièce de James Montgomery (en)
- Direction artistique : Hans Dreier et Ernst Fegté
- Décors : Stephen Seymour (en)
- Costumes : Edith Head
- Photographie : Harry Hallenberger (en) et Karl Struss
- Montage : LeRoy Stone
- Société de production : Paramount Pictures
- Pays de production : États-Unis
- Format : 1,37:1
- Couleur : : Technicolor
- Genre : comédie romantique
- Durée : 88 minutes
- Date de sortie : 1943

## Distribution
- Dorothy Lamour : Ann Castle
- Dick Powell : Steve Baird
- Victor Moore : Mortimer J. Slocum
- Gil Lamb : Bob 'Foggy' Day
- Cass Daley (en) : Tess Connors
- Bill Goodwin : Chuck Steuart
- Rod Cameron : Sam Welch
- Glenn Langan : Jack Holbrook